# رله مخصوص
رله قطبی (به انگلیسی: Polarized Relay) نوع رله الکترومغناطیسی جریان مستقیم (DC) است که یک منبع اضافه  میدان مغناطیسی دائم دارد که مؤثر بر آرمیچر رله است. این منبع اضافی میدان مغناطیسی ("پلاریزه" نامیده می‌شود) معمولاً در قالب آهنربای دائم ساخته می‌شود.
رله‌های قطبی از زمان نخستین صداسازها شناخته شدند.
اول، خصوصیات رله‌های قطبی، قطب سیم پیچ سوئیچینگ، و دوم، حساسیت بسیار بالا.
دومی را می‌توان توسط این واقعیت است که آهنربای دائم یک بخش قابل توجهی از شار مغناطیسی مورد نیاز برای برداشتن رله را ایجاد می‌کند توضیح داد، که دلیلی است برای این که سیم پیچ رله فقط مقدار کمی از شار را تأمین می‌کند که نسبت به رله‌های استاندارد خیلی کمتر است. بعضی از انواع رله قطبی نسبت به سیگنالهایی تا یک میلیونیم وات هم واکنش نشان می‌دهند.
مدار مغناطیسی یک رله قطبی خیلی پیچیده تر و گران تر از یک رله استاندارد است.
نیروی مؤثر آرمیچر وابسته است به:
- اندازه جریان سیم پیچی
- توان آهنربا
- مکان اولیهٔ آرمیچر
- جهت جریان در سیم پیچ
- میزان فاصله هوایی

## انواع رله‌های مخصوص
- رله قطبی
- رله ضامنی
- رله توالی
- رله گردان
- رله سیم پیچ متحرک
- رله تقویت کننده انباشته
- رله مغناطیسی آبی پویا
- رله هدف شماره انداز
- رله چشمک زن
- رله (buchholz)
- رله ایمن
- رله اتصال زمین
- رله نظارت
- قطع کننده هیدرولیکی-مغناطیسی